# Charles John Moore Mansfield
Pour les articles homonymes, voir Mansfield.
Charles John Moore Mansfield, né le 15 novembre 1760 à Stoke et mort le 23 avril 1813 à Rochester, est un amiral de la Royal Navy qui se distingua notamment durant la guerre d'indépendance des États-Unis, les guerres de la Révolution française et les guerres napoléoniennes.